# 村山裕
村山 裕（むらやま ゆたか）は、日本の経企・内閣府官僚。迎賓館次長、内閣府政策統括官、経済社会総合研究所所長。

## 来歴・人物
埼玉県川口市生まれ。1984年埼玉県立浦和高等学校卒業。1988年一橋大学経済学部卒業、経済企画庁入庁。外務省経済協力開発機構日本政府代表部参事官を経て、2009年内閣府大臣官房参事官。2010年内閣府参事官（経済対策・金融担当）（政策統括官（経済財政運営担当）付）、内閣府参事官（経済見通し担当）（政策統括官（経済財政運営担当）付）。2011年内閣府大臣官房企画調整課長兼大臣官房参事官。2012年消費者庁消費者政策課長。2013年内閣官房内閣参事官（内閣官房副長官補付）併任。同年内閣府参事官（海外担当）（政策統括官（経済財政分析担当）付）。2014年内閣府参事官（総括担当）（政策統括官（経済財政分析担当）付）、内閣府参事官（企画担当）（政策統括官（経済財政分析担当）付）。2016年迎賓館次長。2017年内閣府大臣官房人事課長。2018年内閣府大臣官房審議官（経済財政分析担当）併任。2021年内閣府政策統括官（経済財政分析担当）。2023年経済社会総合研究所長。